# 몽어파

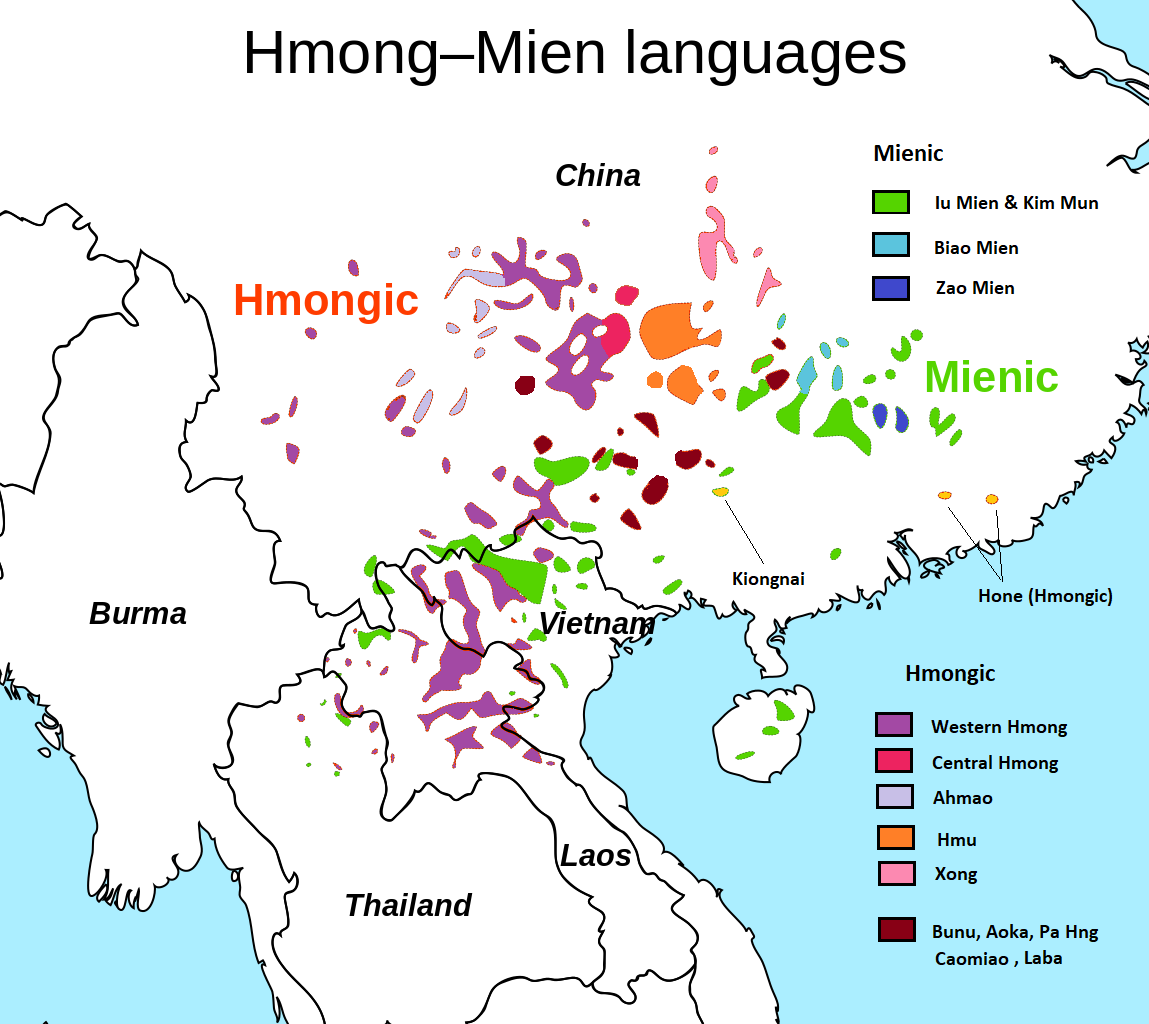

몽어파(Hmongic) 또는 먀오어파, 묘어파(Miao)는 몐어파와 함께 몽몐어족의 분파가 되는 언어군이다. 몽어파에 속하는 언어를 사용하는 민족은 주로 먀오족 계통 민족들(몽족 등)이지만, 이외에도 파흥족(Pa-Hng), 그리고 몐어파에 속하지 않는 부누어군 언어를 사용하는 일부 야오족 집단이 있다.

## 분류
몽어파의 분류에 관해서는 학자마다 의견이 크게 다르며 어떤 변종이 언어인지 방언인지 구분하는 것도 논쟁적인 문제이다. 중국에서는 먀오족이 사용하는 토착 언어를 통틀어 "먀오어"라고 묶고 하위 언어를 방언으로 구분하기도 한다.
- 바헝어군(Bahengic): 우나이어(唔奈语, Hm Nai, Wunai)와 바헝어(巴哼语, Pa-Hng, Baheng)로 이루어진다. 화자는 야오족에 속한다.
- 서어군(Sheic): 서어와 중나이어(炯奈语), 바나어(巴那语), 여우눠어(优诺语)로 이루어진다.
- 핵심 몽어
  - 숑어(Xong): 중국에서는 상서 먀오어(湘西苗語)라고도 부른다.
  - 흐무어(Hmu): 중국에서는 검동 먀오어(黔東苗語)라고도 부른다.
  - 서부 몽어군(Western Hmongic): 중국에서는 천검전 먀오어(川黔滇苗語)라고도 부른다.
    - 몽어(Hmong)
    - 부누어(Bunu)
    - 기타 몽어 방언들

서부 몽어군이 몽어파의 주요 클러스터를 이룬다. 이외에 지역에 따라 언어접촉에 의해 여러 혼성 언어를 사용하는 몽족 집단들도 발견된다.

## 같이 보기
- 몽족
- 몐어파